# 水谷一雄
水谷 一雄（みずたに かずお、1897年10月12日 - 1981年9月12日）は、日本の経済学者。学位は、経済学博士（神戸経済大学・1955年）（学位論文「数学的思惟と経済理論」）。神戸大学名誉教授。従四位勲二等瑞宝章。

## 経歴
1897年、愛知県渥美郡高豊村字七根に生まれる。1923年、神戸高等商業学校卒業、1926年、東京商科大学卒業。
1926年神戸高等商業学校講師、1929年神戸高等商業学校附属商業専門部教授、1932年神戸商業大学助教授、1939年同大学教授、1944年神戸経済大学教授に就任。
1946年、授勲三等瑞宝章、叙従四位。
1953年、神戸大学経済学部教授（1950年とする記述もある）に就任、1955年、学位論文「数学的思惟と経済理論」で神戸経済大学から経済学博士の学位を取得。1961年定年退官、神戸大学より名誉教授の称号を授与される。
その後、桃山学院大学教授、甲南大学理学部教授、南山大学経済学部教授を歴任。1964年、ロチェスター大学経済学部客員教授も務めた。1967年南山大学電子計算機室委員長に就任。
日本人初のEconometric Societyフェローとなる。1970年11月、勲二等瑞宝章受章。

## 役職
- 1931年日本統計学会発起人[6]
- 1950年日本計量経済学会理事[3]
- 1956年Econometric Societyフェロー（日本人初）[3]
- 1960年・1961年・1964年・1965年日本オペレーション・リサーチ学会副会長[要出典]
- 1964年日本統計学会名誉会員[3]

## 栄典
- 1940年 紀元2600年記念章受章[要出典]
- 1946年 勲三等瑞宝章受章[1]
- 1970年 勲二等瑞宝章受章[要出典]

## 関連事項
- 兵庫県立神戸高等学校の人物一覧